# Technomyrmex bicolor
Technomyrmex bicolor är en myrart som beskrevs av Carlo Emery 1893. Technomyrmex bicolor ingår i släktet Technomyrmex och familjen myror.

## Underarter
Arten delas in i följande underarter:
- T. b. antonii
- T. b. bicolor
- T. b. textor